# Manoir de la Singerie
Cet article possède un paronyme, voir Manoir de la Sagerie.
Le manoir de la Singerie, dit la Cigogne est un manoir situé à Saint-Avertin (Indre-et-Loire).

## Historique
Jean-Baptiste Cossard, prêtre à Blois, est propriétaire d'une métairie qui est vendue comme bien national en 1793 à la suite de son émigration.
Les façades et les toitures du logis d'habitation et des bâtiments de servitude, le parc ainsi que le mur et la grille de jardin nord font l'objet d'une inscription au titre des monuments historiques par arrêté du 18 août 1950.